# Сервал
Сервал (лат. Leptailurus serval) је врста сисара из породице мачака. Тело му је средње величине. Има веома дугачке ноге и познат јe по томе што може да скочи и до 3 метра да би ухватио птицу у лету. Широко је распрострањен у подсахарској Африци, живи у саванама, сувим травњацима, рубовима тропских кишних шума, чак и на планинским подручјима. Храни се зечевима, кртицама, жабама, веверицама, фламингосима итд.

## Распрострањење
Ареал сервала обухвата већи број афричких држава.
Врста има станиште у ДР Конгу, Републици Конго, Мозамбику, Анголи, Бенину, Боцвани, Буркини Фасо, Бурундију, Габону, Гани, Гвинеји Бисао, Еритреји, Етиопији, Замбији, Зимбабвеу, Јужноафричкој Републици, Камеруну, Кенији, Либерији, Малавију, Малију, Мароку, Намибији, Нигерији, Нигеру, Обали Слоноваче, Руанди, Свазиленду, Сенегалу, Сијера Леонеу, Сомалији, Судану, Танзанији, Тогу, Уганди, Централноафричкој Републици, Чаду и Џибутију.

## Станиште
Станишта врсте су шуме, саване, травна вегетација, мочварна и плавна подручја, полупустиње. Врста није присутна у пустињама и влажним тропским шумама.

## Угроженост
Ова врста није угрожена, и наведена је као последња брига јер има широко распрострањење.